# Лабуньки-Первше
Лабуньки-Первше (пол. Łabuńki Pierwsze) — деревня в Замойском повете Люблинского воеводства Польши. Входит в состав гмины Лабуне. Находится примерно в 7 км к юго-востоку от центра города Замосць. По данным переписи 2011 года, в деревне проживало 1044 человека.
В 1975—1998 годах деревня входила в состав Замойского воеводства.
В 90-х годах в Лабуньки-Первше были построены начальная школа и гимназия. Начальная школа названа в честь Стефана Вышинского.

## Население
Демографическая структура по состоянию на 31 марта 2011 года:
|         | Всего | До трудоспособного возраста | Трудоспособного возраста | Старше трудоспособного возраста |
| ------- | ----- | --------------------------- | ------------------------ | ------------------------------- |
| Мужчины | 529   | 103                         | 373                      | 53                              |
| Женщины | 515   | 115                         | 298                      | 102                             |
| Всего   | 1044  | 218                         | 671                      | 155                             |